# Józef Pankiewicz
Józef Pankiewicz (Lublin, Orosz Birodalom, 1866. november 29. — La Ciotat, Franciaország, 1940. július 4.) lengyel festő, grafikus és tanár. A lengyel impresszionizmus és posztimpresszionizmus úttörője.

## Életpályája
Varsóban folytatott felsőfokú képzőművészeti tanulmányokat, majd Szentpéterváron és Párizsban képezte magát tovább. A francia impresszionista és posztimpresszionista festők hatottak rá, később kapcsolódott az École de Paris tagjaihoz, azaz a Párizsban összegyűlt avantgárd művészekhez. Elhatározta, hogy hazájában is meghonosítja az impresszionista festészetet, ebben a szellemben oktatott a krakkói akadémián (1906–1914; 1923–25), később a krakkói akadémia párizsi részlegét vezette (1925-től). Számos kiváló tanítványa Franciaországban lett híres festő, köztük Moïse Kisling.
1897-1906 közt bejárt több nyugat-európai országot, ahol a képzőművészeteket tanulmányozta, Hollandia, Belgium, Olaszország, Anglia, Németország, s természetesen újra és újra az ismerős Franciaország. Egyre inkább Cézanne hatása alá került, ezt igazolják az 1900-as években festett csendéletei, melyek közül legjobb a Csendélet gyümölcsökkel és egy kés  című, 1909-ben festette.
Az első világháború éveit Spanyolországban töltötte, ekkor találkozott a kubista stílussal. Azt is kipróbálta, Madridi utca (1916); Madridi terasz (1917).
Festészeti szemléletére a korai időszakban a modern franciák közül Claude Monet, Paul Cezanne, Pierre-Auguste Renoir és Pierre Bonnard hatottak. Pankiewicz az 1890-es és az 1900-as években a rendkívül érzékeny, ködös szín- és tónusharmóniákat kedvelte. Külföldi kiállításokon sikert arattak posztimpresszionista festményei, hazájában, Lengyelországban inkább botrányt kavartak. A két világháború közt egyéni festői stílust alakított ki, a korábban megismert modern stílusok jegyében festett, de stílusiránybeli kötöttségektől mentesen.
Témáit tekintve leginkább tájképeket, csendéleteket festett, kevesebb portrét és életképet. Két önarcképe maradt az utókorra, 1904-ből fiatalkori önarcképét őrzik a poznańi Nemzeti Múzeumban, egy későbbi a krakkói Nemzeti Múzeumban található. Egy gyermekről készült festménye, a Piros ruhás kislány c. híressé vált, nagyon kiválóan tükrözi a gyermekarcocska azokat a mély nyomokat, amelyeket a „kitűnő nevelés” égetett rá. Önarcképei és ez a gyermekről való festménye szinte naturalisztikus, s kiváló megfigyelő- és összefoglaló képességről árulkodik.
A Powązki temetőben nyugszik.

## Művei (válogatás)
- Virágpiac a párizsi Madeleine előtt (1889)
- Piros ruhás kislány[3] (1897)
- Japán nő (1908)
- Halas csendélet (Nemzeti múzeum, Varsó)
- Csendélet gyümölcsökkel és egy kés (1909)
- Madridi utca (1916)
- Madridi terasz (1917)
- Önarckép[4] (Nemzeti Múzeum, Krakkó)
- Dél-franciaországi tájkép (1922)
- Saint Tropez-i tájkép (1922)
- Tulipánok (1923)
- Csendélet zöld korsóval (1929)
- Angyal (1929)